# Венейблс-Берти, Монтегю, 2-й граф Абингдон
Монтегю Венейблс-Берти, 2-й граф Абингдон (англ. Montagu Venables-Bertie, 2nd Earl of Abingdon; 4 февраля 1673 — 16 июня 1743) — английский дворянин и пэр. Он бы известен как Достопочтенный Монтегю Берти с 1673 по 1682 год и лорд Норрейс с 1682 по 1699 год.

## Происхождение
Родился 4 февраля 1673 года. Старший сын Джеймса Берти, 1-го графа Абингдона (1653—1699), и его первой жены Эленоры Ли, старшей дочери сэра Генри Ли, 3-го баронета, и его жены Энн Дэнверс.

## Карьера
Во время восстания герцога Монмута в 1685 году молодой Монтегю Берти был избран капитаном отряда пехотного ополчения, сформированного в Крайст-черче.
Благодаря влиянию своего отца он стал почётным гражданином членом городского совета Вудстока в 1686 году, а также почётным гражданином Оксфорда в 1687 году. 22 сентября 1687 года он женился на Энн (? — 28 апреля 1715), дочери Питера Венейблса (? — 1679), барона Киндертона. Вскоре после этого он принял дополнительную фамилию Венейблс. На выборах в январе 1689 года он был избран в Палату общин Англии от графства Беркшир в интересах своего отца. В течение года он был назначен судебным приставом Оксфорда и заместителем лейтенанта Оксфордшира, занимая эту должность до 1701 года.
Лорд Норрейс заседал в Палате общин от Беркшира (1689—1690) и Оксфордшира (1690—1699). Он был констеблем Тауэра и лордом-лейтенантом Тауэр-Хамлетс в 1702—1705 годах. Он занимал должность лорда-лейтенанта Оксфордшира в 1702—1705 годах. После парламентских выборов в Англии 1705 года он лишлся своих должностей в октябре 1705 года. Он был главным судьей в Эйре, к югу от Трента, в 1711—1715 годах. Он снова занимал должность лорда-лейтенанта Оксфордшира в 1712—1715 годах. После смерти королевы Анны в 1714 году он был назначен лордом-судьей королевства.
Лорд Абингдон купил поместье Годстоу у сэра Джона Уолтера, 3-го баронета, в 1702 году, но продал его в 1710 году Джону Черчиллю, 1-му герцогу Мальборо, который также купил соседнее поместье Вулверкот у сэра Джона Уолтера. В 1703—1704 годах лорд Абингдон купил поместье Литтлтон Онселлс у Джорджа Боудича и Джеймса Таунсенда, которое он добавил к своему соседнему поместью в Уэст-Лавингтоне, Уилтшир . Незадолго до 1738 года он продал поместье Брейденсток, Уилтшир, Германикусу Шеппарду.

## Семья
22 сентября 1687 года Монтегю Берти женился первым браком на Энн Венейблс (7 мая 1674 — 28 апреля 1715), дочери Питера Венейблса, барона Киндертона и Кэтрин Ширли. Она была фрейлиной королевы Анны с 12 мая 1702 года по ноябрь 1705 года, когда она ушла в отставку, и снова с января 1712 года до смерти королевы Анны в 1714 году. Энн умерла 28 апреля 1715 года и была похоронена в Райкоте.
13 февраля 1716/1717 года в Беконсфилде он женился вторым браком на Мэри Гулд (1676 — 10 января 1757), дочери Джеймса Гулда и Мэри Бонд и вдове Чарльза Черчилля. Дети от второго брака:
- Джеймс Берти, лорд Норрейс (14 ноября 1717 — 25 февраля 1718), умер от оспы.

Мэри, вдовствующая графиня Абингдон, была похоронена в церкви Святого Петра в Дорчестере 7 января 1757 года. Лорд Абингдон умер 16 июня 1743 года и был похоронен 27 июня в Райкоте. Ему наследовал его племянник Уиллоуби Берти, 3-й граф Абингдон.